# Karol Raab
Karol Raab (26. července 1840, Banská Bystrica – 6. dubna 1922, Kremnica) byl evangelický kněz, náboženský spisovatel, církevní hodnostář. Pseudonym: Alethofilos.

## Životopis
Studoval na středních školách v Banské Bystrici, v Rimavské Sobotě, v Banské Štiavnici a v Šoproni, teologii na univerzitách ve Vídni a v Halle. Vychovatel v rodině Antona Radvanského v Banské Bystrici-Radvani (1862-1863). Od roku 1875 senior zvolenského seniorátu, 1880 farář v Kremnici, 1880-1917 senior Tekovského seniorátu. Věnoval se církevním dějinám, autor monografie i učebnice z této oblasti, modlitební knížky, spolusetavovatel slovenské čítanky. Redaktor a vydavatel evangelického tisku.